# De Grote Markt te Haarlem met de Grote of St. Bavokerk
De Grote Markt te Haarlem met de Grote of St. Bavokerk is een olieverfschilderij van de Nederlandse schilder Gerrit Berckheyde. Het schilderij is geschilderd rond 1696 en bevindt zich heden in de collectie van het Frans Hals Museum.

## Voorstelling

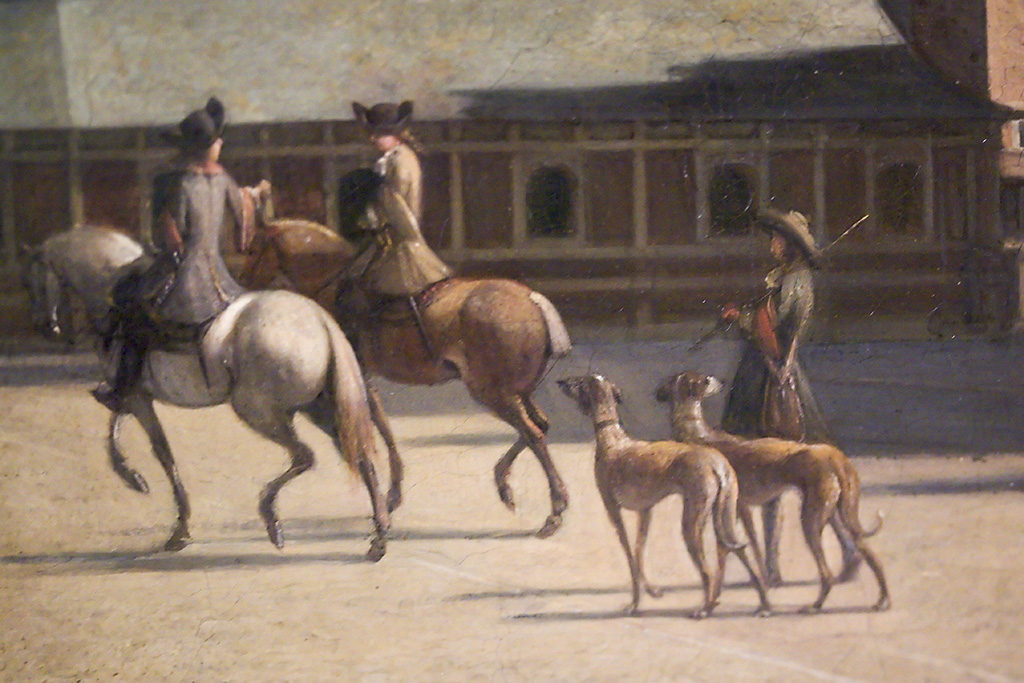
Detail van het schilderij.

Op het schilderij is de Grote Markt van Haarlem eind 17e eeuw afgebeeld. Het afgebeelde werk is vermoedelijk nauwelijks tot niet geromantiseerd en geeft daardoor een zeer goed beeld over het leven op de Grote Markt in die tijd. Qua perspectief heeft de schilder gekozen om op 'ooghoogte' af te beelden, waardoor we het idee krijgen vanuit het daadwerkelijk standpunt van de schilder mee te kijken.
Blikvanger in het midden van het schilderij is de Grote of Sint-Bavokerk. Het gebouw linksonder tegen de kerk aan is de vishal uit 1603. Deze vishal bestaat niet meer, het is vervangen in 1768. Rechts naast de kerk bevindt zich een rij gebouwen. Het meest linkergebouw is de vleeshal. Het gebouw bestaat heden nog steeds, maar heeft een andere functie.
Vrijwel alle bebouwing bestaat heden nog, waardoor men goed kan beoordelen in hoeverre het schilderij naar waarheid is geschilderd. Ook de personen in beeld zijn gedetailleerd afgebeeld, waardoor er een goed beeld ontstaat over de mode eind 17e eeuw. De wandelaar links op het doek was tijdelijk niet zichtbaar doordat eroverheen geschilderd was. Tijdens een restauratie is de wandelaar weer zichtbaar gemaakt.